# Angioplastyka
Angioplastyka – zabieg przezskórny polegający na poszerzeniu naczyń krwionośnych, które zostały zwężone lub zamknięte w wyniku choroby (najczęściej miażdżycy). Wykonuje się angioplastykę tętnic wieńcowych, szyjnych, kończyn, narządów wewnętrznych, czasami również naczyń żylnych.

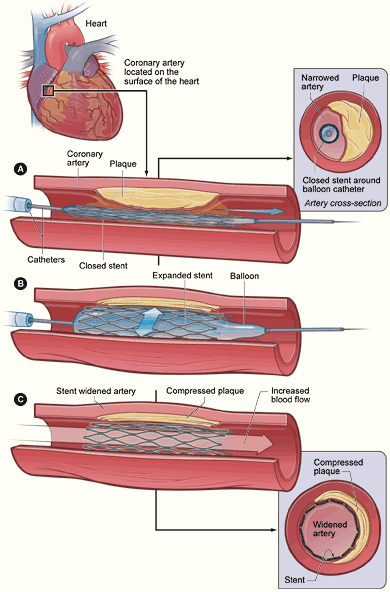
Etapy implantacji stentu. A-umieszczenie stentu wraz z cewnikiem w miejscu zwężenia, B-rozprężenie, C-usunięcie cewnika naczyniowego.

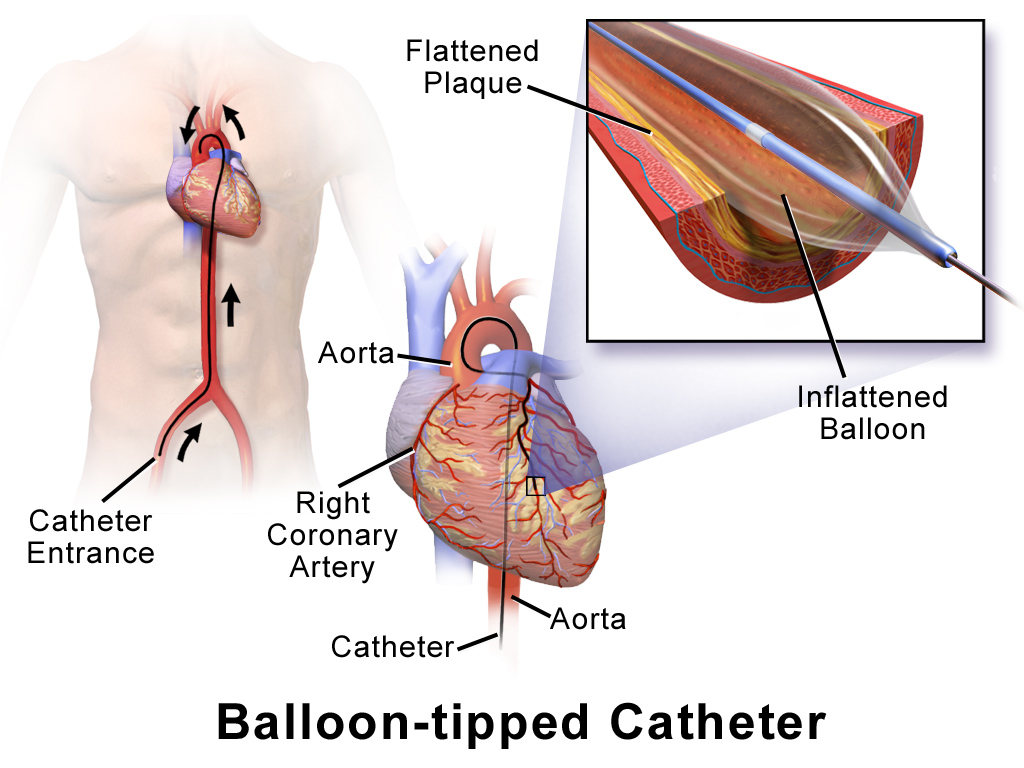
Cewnik z balonikiem

Jako pierwszy angioplastykę naczyń obwodowych wykonał w 1964 Charles Dotter, który przezskórnie poszerzył zwężoną tętnicę udową u 82-letniej kobiety z bolesnym niedokrwieniem kończyny i zgorzelą, która odmówiła amputacji nogi. 
Pierwszą angioplastykę tętnicy wieńcowej wykonał w 1977 roku Andreas Grüntzig. Zabieg polega na wprowadzeniu do zwężonego naczynia cewnika z niewielkim balonikiem (średnice balonu – od 1,25-4,5 mm – w tętnicach wieńcowych i do 5–12 mm w tętnicach obwodowych). Napełnienie go (ciśnienie od 6 do 24 atmosfer) w odpowiednim miejscu pozwala poszerzyć zwężoną tętnicę. 
Balon może być pokryty lekiem (cytostatykiem) zapobiegającym przerostowi śródbłonka w czasie gojenia się tętnicy po zabiegu.
Podczas zabiegu czasami zakłada się także stenty do poszerzonego naczynia, jeśli efekt samego balonowania nie jest wystarczający lub dojdzie do rozerwania (rozwarstwienia) ściany naczynia, co zapobiega ponownemu jego zwężeniu.
Zabieg pierwotnej angioplastyki wykonywany w świeżym zawale serca pozwala znacząco ograniczyć śmiertelność okołozawałową. Zabieg angioplastyki wykonywany w stabilnej chorobie wieńcowej może poprawić jakość życia pacjentów. Od niedawna stosowana jest angioplastyka z użyciem lasera. Polega on na udrożnieniu naczyń krwionośnych za pomocą lasera.
Angioplastyka jest też metodą leczenia w ostrym niedokrwiennym udarze mózgu, a także jako zabieg zapobiegający udarom mózgu.